# Antonio Zanon
Antonio Zanon (Udine, 18 giugno 1696 – Venezia, 4 dicembre 1770) è stato un imprenditore, agronomo ed economista italiano del Settecento. Portò nell'economia friulana le idee dell'Illuminismo europeo.
Figlio di un mercante di seta si trasferì a Venezia nel 1738 per aprire un'attività manifatturiera. Il contatto con Venezia gli diede una visione cosmopolita e moderna, che seppe trasferire nel contesto friulano. Oltre alle importanti innovazioni nell'industria della seta, condusse una battaglia per l'introduzione della patata nell'agricoltura della pianura friulana.
Nel 1762 fu tra i fondatori della Società di Agricoltura Pratica di Udine che si proponeva di studiare le nuove tecniche da introdurre nel settore agricolo.
A Udine sono a lui intitolati una via centrale e un istituto tecnico (ex commerciale) con indirizzi economici, linguistici, turistici e informatici.
La fondazione dell'Istituto risale al 1866, ad opera del commissario regio Quintino Sella e, fino al 1878, dipendente dal Ministero dell'agricoltura, dell'industria e del commercio.
A partire dal 1867 e fino alla prima guerra mondiale, per iniziativa dello stesso Sella, vengono pubblicati gli Annali scientifici del Regio Istituto Tecnico. Risale al 1883 l'intitolazione ad Antonio Zanon.

## Opere
- Dell'agricoltura, arti e commercio in quanto unite contribuiscono alla felicità degli Stati, tomi VII, Venezia 1763
- Della coltivazione ed uso delle patate, e d'altre piante commestibili, Venezia 1767
- Della formazione ed uso della torba e di altri fossili combustibili, Venezia 1767
- Della marna ed altri fossili atti a rendere fertili le terre, Venezia 1768
- Saggio di storia della medicina veterinaria, Venezia 1770
- Della utilità morale, economica e politica delle Accademie di Agricoltura, Arti e Commercio, Udine 1771
- Scritti di agricoltura, Arti e Commercio, Udine 1829
- Lettere famigliari, Udine 1831
- Alcune lettere inedite di Antonio Zanon, dirette a Mons. Girolamo de Rinaldis, Udine 1877
- Quattro lettere inedite a G.Silvestri, Rovigo 1880
- Lettere sull'agricoltura dirette a Mons. F.Florio nel luglio 1760, Udine 1884
- Lettere sull'agricoltura, Udine 1960